# Семья Луккезе
Семья Луккезе — одна из «Пяти семей», контролирующих организованную преступную деятельность в Нью-Йорке, США. Известна как часть мафии. Её незаконная деятельность включает в себя рэкет рынка труда и строительства, азартные игры, вымогательства, наркотрафик, отмывание денег, грабеж, подлог, укрывательство краденого и заказные убийства.

## История семьи Луккезе

### Банда Рейны
Семья Луккезе образовалась примерно к началу Первой мировой войны как преступная группировка в Бронксе, под руководством Гаэтано «Тома» Рейна, контролировавшего распространение льда в Нью-Йорке. В 1920-х Рейна стал союзником Джозефа Массерии, самого могущественного итало-американского криминального лидера в Нью-Йорке. Вскоре Массерия оказался втянут в Кастелламарскую войну, ужасную бойню с враждующим сицилийским боссом Сальваторе Маранцано. Теперь, Массерия начал требовать часть преступной прибыли Рейна , толкая последнего к переходу на сторону Маранцано. Однако Массерия узнал о возможном предательстве Рейны и вступил в сговор с лейтенантом Гаэтано «Томми» Гальяно с целью убить Рейну. 26 февраля 1930 Рейна был застрелен убийцей Вито Дженовезе, при выходе из квартиры своей любовницы. После смерти Рейны, Массерия проигнорировав Гальяно поставил свою «шестерку» Джозефа «Толстого Джо» Пинцоло во главе банды Рейна. Вне себя от такого предательства, Гальяно и Гаэтано «Томми» Луккезе перешли к Маранцано. В сентябре 1930, Луккезе обманом завлек Пинцоло в офисное здание в Бруклине, где тот и был убит.

### Два Томми
С убийством Массерии в начале 1931 года Маранцано взял под контроль все Нью-Йоркские банды и реорганизовал их в пять криминальных семейств. Гальяно стал боссом банды Рейна, позже ставшей известной как семья Луккезе, с Луккезе в качестве своего заместителя. После убийства Маранцано в сентябре 1931 года, Лаки Лучано стал главным боссом Нью-Йорка. Однако, Лучано сохранил пять семей в том виде как они были созданы Маранцано. В последующие годы Гальяно и Луккезе ввели свою семью в прибыльные сферы перевозок и одежды. Когда Гальяно умер в 1953, Луккезе, который оставался лоялен своему боссу от начала до конца, стал боссом и назначил Винсента «Трехпалого» Рао своим заместителем. Он продолжил традиции установленные Гальяно, сделав семью которая сегодня носит его имя, самой прибыльной в Нью-Йорке. Луккезе продолжал расширять интересы семьи, контролируя профсоюз водителей грузовых автомобилей и складских рабочих и различные торговые ассоциации и развивая рэкет в новом аэропорту — Айдлуайлд. Также он развивал близкие отношения с политиками и членами судебной системы, которые часто помогали семье. За всё это, а также за то, что он держался тихо его восхваляли в мафиозных кругах. Луккезе провел 44 года в мафии ни разу не будучи осужденным.

### Трамунти и Французский Канал
К концу своей жизни Луккезе страдал множеством проблем со здоровьем и его сердце остановилось 13 июля 1967. Человеком, вставшим во главе семьи стал Кармайн «Грибс» Трамунти. К тому времени самому Трамунти было почти 70 лет и он страдал от болезней, но пока назначенный босс Энтони «Тони Дакс» Коралло находился в тюрьме, Трамунти был избран временно исполняющим обязанности босса. Являясь боссом, Трамунти столкнулся с целым рядом обвинений и в итоге был осужден за финансирование крупной сделки по контрабанде героина. Это повлекло за собой и аресты Винсента Папы и Энтони Лориа Старшего по печально известному делу Французского Канала. По схеме данного преступления героин на миллионы долларов распространялся по всему Восточному побережью в начале 70-х, что в свою очередь повлекло коррумпирование Нью-Йоркской полиции. Размах и глубина данной операции до сих пор окончательно неизвестна, но официальные лица подозревают что в неё оказались втянуты офицеры полиции, предоставлявшие доступ в хранилище, где хранились сотни килограмм конфискованного героина, и заменявшие героин мукой. Подмена была обнаружена только когда офицеры обнаружили насекомых, поедающих содержимое мешков с героином. К этому времени уже пропало героина, уличной стоимостью около 70 миллионов долларов. Аферу раскусили и последовали аресты. Некоторые заговорщики получили тюремные сроки, включая и Папу (Папа был убит позднее в Федеральной Тюрьме в Атланте). Коралло стал боссом в 1974, после осуждения Трамунти.

### Тони Дакс и Ягуар
Семья Луккезе приобрела профсоюзы по всей территории Соединенных Штатов. Преступный клан вымогал деньги у профсоюзов с помощью шантажа, применения силы, насилия и других целей, чтобы сохранить контроль над рынком. Как и другие четыре преступных клана Нью-Йорка, они работали над контролем целых профсоюзов. Когда мафия контролирует профсоюз, они контролируют весь рынок. Сговор на торгах позволяет мафии получать процент от дохода от строительной сделки, позволяя только определенным компаниям делать ставки на вакансии, которые платят им первыми. Толпа также позволяет компаниям использовать работников, не являющихся членами профсоюзов, для работы на тех должностях, которые компании должны давать отпор толпе. Профсоюзы дают членам мафии рабочие места, чтобы показать законный источник дохода. Члены мафии занимают высокие позиции в профсоюзе и начинают воровать деньги от работы и рабочих.
После осуждения в 1974 году Кармайна «Грибс» Трамунти во главе семьи Луккезе встал сильный босс группировки из Куинса, Энтони Коралло, получивший прозвище Дакс за репутацию постоянно уходящего от различных обвинений (to duck — уклоняться, избегать, увиливать), был боссом-близнецом Томми Луккезе. Он активно занимался профсоюзами и тесно работал с Джимми Хоффа, президентом профсоюза водителей грузовых автомобилей и складских рабочих, в 40-е и 50-е. Коралло, имевший тесные связи с профсоюзом маляров и декораторов, а также профсоюзом водопроводчиков и объединением работников текстильной промышленности, назначил Салваторе «Том Микс» Санторо своим заместителем и смотрящим за всем рэкетом в области труда и строительства, и Кристофера «Кристи Тик» Фурнари своим советником. Семья процветала под руководством Коралло, активно участвуя в нарко-трафике, профсоюзном рэкете и нелегальных азартных играх. Так как Коралло никогда не обсуждал дел на заседаниях, боясь прослушки полицией, он обсуждал их в Ягуаре своего шофера и телохранителя, в котором был установлен телефон. Коралло, сильно покровительствующий группировке Нью-Джерси принял в семью и продвинул Энтони «Тумак» Аччетуро и Майкла «Бешеного Пса» Тачетта, поставив их во главе нью-джерсийской группировки, которая, по имеющимся данным, контролировала в то время большинство ростовщических операций и азартных игр в Нью-Арке. Но в то время как Коралло удерживал крепкое лидерство в семье Луккезе, ФБР удалось установить жучок в машину Коралло в начале 80-х. Управляя бизнесом по телефону из машины, он часами говорил о делах банды, обо всем, начиная с азартных игр и рэкете на рынке труда, вплоть до наркотрафике и убийствах. Коралло был арестован и отдан под суд наряду с главами Пяти Семейств того времени. Этот процесс стал известен как Дело о Комиссии; Коралло осудили по многочисленным обвинениям и посадили в тюрьму, где он и проведет остаток своей жизни (он умер в 2000 году). После исчезновения действующего босса Энтони «Бадди» Луонго, следующим выбором Коралло был Витторио «Вик» Амузо.

### Железные кулаки Амузо и Кассо
В конце 80-х семья Луккезе переживала период разброда. В 1986 году Витторио «Вик» Амузо и его жестокий заместитель Энтони «Гаспайп» Кассо, захватили контроль над семьей Луккезе и установили властный режим. Оба были серьёзно вовлечены в рэкет на рынке труда, вымогательства, наркотрафик и совершили множество убийств. Амузо и Кассо являлись сильными врагами босса семьи Гамбино Джона Готти и верными союзниками босса семьи Дженовезе Винсента «Подбородка» Джиганте. Недовольные несанкционированным убийством босса семьи Гамбино Пола Кастеллано людьми Готти, Амузо, Кассо и Джиганте задумали убить Готти. 13 апреля 1986 года взрыв машины убил заместителя босса семьи Гамбино Фрэнка ДеЧикко, однако Готти избежал смерти. Это покушение развязало долгое и неясное противостояние между тремя мафиозными семьями, со множеством смертей на обеих сторонах. В конце 80-х, Амузо начал требовать 50 % прибыли группировки из Джерси. Лидеры Нью-Джерси Энтони «Тумак» Аччетуро и Майкл «Бешеный пес» Тачетта отказали в требованиях Амузо. В отплату Амузо заказал своим парням «замочить Джерси», имея в виду уничтожение всей группировки в Джерси, и вызвали[кто?] их на встречу в Бруклин, Нью-Йорк. Боясь за свои жизни, никто из гангстеров не приехал на встречу. Тачетта и Аччетуро были осуждены в 1990, в то время как и Амузо и Кассо были втянуты в дело о завышении цен на окна, и им обоим пришлось прятаться, управляя семьей издалека и заказывая убийства всякого, кто создавал проблемы, равно как врагов и потенциального информатора.

## Действующие боссы
Джозеф «Маленький Джо» ДеФеде был избран действующим боссом семьи Луккезе, несмотря на то, что Амузо продолжал править из-за решеток в середине 90-х. ДеФеде, заправлявший в Швейном квартале, предположительно зарабатывал от 40000 до 60000 долларов в месяц, и когда Стивен «Вундеркинд» Креа занялся рэкетом на рынке труда и строительства, семья Луккезе зарабатывала от 300000 до 500000 долларов в год. Но продолжая давить на организованную преступность, силы правопорядка в 1998 году арестовали ДеФеде и предъявили ему 9 пунктов обвинения, по которым он признал себя виновным. Он был приговорен к пяти годам тюрьмы. Злясь на признание ДеФеде своей вины, Амузо начал сомневаться в лояльности ДеФеде и назначил Креа новым действующим боссом семьи Луккезе. Креа, влиятельный босс группировки Бронкса, существенно повысил прибыли семьи, что убеждало Амузо в том, что ДеФеде утаивал часть прибыли, и Амузо решил заказать его в конце 1999 года. Но 6 сентября 2000 Креа и семь других членов семьи были арестованы и заключены по обвинениям в вымогательстве. Креа был осужден в 2001 году и приговорен к 5 годам тюрьмы. В завершении к злополучной тройке действующих боссов, жестокий советник из Квинс, Луис «Бублик» Даидоне, известный член семьи в 80-е, захватил контроль над семьей в 2001 по осуждению Креа. Однако, с освобождением ДеФеде, которого Амузо ранее заказал, в тюрьму попал Даидоне (при «помощи» ДеФеде, давшего свидетельские показания), осужденный по обвинениям в убийстве и преступном сговоре. Также в сентябре 2004 показания по этому делу дал и Альфонс Д’Арко.

### Капо мафии
В апреле 2006 обнаружилось, что на Энтони Кассо в качестве наемных убийц и информаторов работало двое уважаемых нью-йоркских детективов, которые «подрабатывали на стороне» в 80-е, начале 90-х, пока не вышли на пенсию. Оказалось, что продажными копами являются Луис Эспозито и Стивен Каракапа, проведшие свои 44 года совместной службы, совершая убийства и предоставляя конфиденциальную информацию семье Луккезе. С 1986 по 1990 они участвовали в восьми убийствах, и за 6 лет они получили от Кассо около 375000 долларов за совершенные убийства. Доказано, что Кассо использовал Каракапу и Эспозито для устранения членов семьи Гамбино с целью давления на последнюю, так как Кассо, наряду с заключенным Витторио «Виком» Амузо и Винсентом «Подбородком» Джиганте хотели убрать со своего пути Джона Готти. На сегодняшний момент именно активное присутствие Каракапы и Эспозито считаются самым важным объяснением того, почему конфликт между тремя семьями в конце 80-х, начале 90-х продолжался так долго. Среди их жертв был и Джеймс Хайделл, которого они, засунув в багажник, привезли к Кассо на пытки. Его тело так и не нашли. Также они застрелили и Бруно Фасчиоло, который был найден в багажнике машины в Бруклине с канарейкой во рту (знак информатора). Остановившись для обычной проверки документов, капо семьи Гамбино Эдвард «Эдди» Лиино, был застрелен в своем Мерседесе. В 2006 году Эспозито и Каракапа были осуждены за убийства Джеймса Хайделла, Николаса Гидо, Джона «Отто» Хейдела, Джона До, Энтони ДиЛапи, Бруно Фасчиоло, Эдварда Лиино и Бартоломью Бориелло по приказам Кассо и семьи Луккезе. В тот же год, их приговорили к пожизненному заключению.

## Современное положение и лидеры
Витторио «Вик» Амузо, 73 года, остается официальным боссом семьи Луккезе несмотря на своё пожизненное заключение. Однако неясно, какое влияние он оказывает на свою семью из-за тюремных стен. Последние пять лет семьей руководил совет из трёх человек: Джозефа «Джои Ди» ДиНаполи, 71 год, Аниелло «Нейла» Мильоре, 73 года, и Мэтью Мадонны, 72 года. Все трое — давнишние капо, но считается, что при принятии решений последнее слово остается за Мильоре. Мильоре является важным действующим лицом в семье на протяжении последних 30 лет и очень уважаем на улицах. В 2006 году бывший действующий босс Стивен Креа был освобождён из тюрьмы после 5 лет заключения. Хотя, вследствие условий досрочного освобождения, ещё предстоит оценить, какое место Креа будет занимать в семье. За последние годы, сильно страдая от действий предателей, федерального преследования и внутренних конфликтов, Луккезе, тем не менее, удалось избежать серьёзных судебных приговоров. Вполне возможно, что именно заместителю босса Мильоре удалось привнести в семью стабильность.

## По состоянию на 2012 год
- Босс — Витторио «Вик» Амузо (1986 по сей день)

Находился под арестом с 1991 по 1993 год. (с февраля 2012 года — Стивен «Вандербой» Креа)
- Уличный босс — триумвират Аньелло Миглиори, Джозеф Динаполи, Метью Мадонна (2003 — по сей день) Аньело Миглиори самый авторитетный из 3-х уличных боссов, и имеет право решающего голоса по всем вопросам.

- Заместитель босса — Стивен «Вандербой» Креа (1993 — по сей день)

С 1998 года — действующий босс. (с февраля 2012 стал боссом, кто занял пост заместителя пока не известно). В 2020 осуждён на пожизненный срок за убийство и вымогательство, отбывает наказание в исправительной колонии США "Ханаан", в связи с чем текущее положение в семье неизвестно.
- Консильери — Джозеф «Джои Си» Кариди (2003 — по сей день)

В заключении с 2003 по 2009 год.